# Anna Maria Sirani
Anna Maria Sirani (Bologna, 1645 – 1715) è stata una pittrice italiana attiva prevalentemente in ambito bolognese.

## Biografia
Anna Maria Sirani nacque a Bologna nel 1645 in una famiglia di artisti: il padre Giovanni Andrea Sirani era un affermato pittore bolognese, primo assistente di Guido Reni e mercante d'arte. Mentre la sorella, Elisabetta, fu una celebre pittrice e incisora. Insieme all'altra sorella Barbara, Anna Maria si formò alla pittura sotto la guida di entrambi, ma in particolare di Elisabetta.
Artista prolifica, Anna Maria è ricordata da Luigi Crespi come una «valente pittrice». Lavorò principalmente a Bologna, non si sposò e non ebbe figli.
Tra le sue opere citate dal Crespi si ricordano: una pala d'altare realizzata per la chiesa parrocchiale di Capugnano ad Alto Reno Terme raffigurante la Beata Vergine della Centura, San Bartolomeo e Sant'Agostino; una tavola d'altare raffigurante la Santissima Trinità e San Martino vescovo esposta nella chiesa parrocchiale di San Martino del Medesano, a Medicina, restaurata negli anni 2010; su commissione del conte Orazio Bargellini, dipinse una tavola d'altare con la nascita di san Giovanni Battista; una tela con l'Adorazione dei Magi per la chiesa parrocchiale di San Giulio nella diocesi di Milano; una tavola con l'incoronazione di Nostra Signora per un'altra chiesa di Milano. Dipinse anche una tela raffigurante santa Caterina Vigri da Bologna, per Malta; una tavola con l'Assunta, San Giovanni Battista e San Rocco fu realizzata per una chiesa di Massa Carrara.
Nella chiesa di San Vitale di Granarolo dell'Emilia è esposto un suo quadro con i santi in adorazione della Madonna di San Luca, e un Transito di San Francesco forse attribuibile all'artista.

Sempre a Granarolo, il sito del MiBACT indica la presenza di una Madonna con Bambino,  San Vitale e Sant'Andrea.
Tra i suoi committenti celebri vi furono monsignor Albergati, che le commissionò un quadro raffigurante «mezze figure» da esporsi a Roma, monsignor Bentivogli per il quale dipinse un quadro con la Beata Vergine, San Giovanni e il Bambino che dorme, 
o ancora il cardinale Galeazzo Marescotti, legato di Ferrara, per cui dipinse un altro quadro. Dipinse anche per conto del senatore Bonfiglioli («molti quadri»), del senatore Bentivogli, del procuratore Bianconcini («un quadro con Rebecca e Giacobbe»).
Anna Maria Sirani si spense nel 1715.